# Тетрафторобериллат натрия
Тетрафтороберилла́т на́трия — неорганическое соединение, 
комплексная соль металлов бериллия, натрия и плавиковой кислоты с формулой Na2[BeF4] (иногда записывают как 2NaF·BeF2),
бесцветные кристаллы,
растворяется в воде.

## Получение
- Сплавление берилла с гексафторосиликатом натрия и карбонатом натрия:

{\displaystyle {\mathsf {3BeO\cdot Al_{2}O_{3}\cdot 6SiO_{2}+2Na_{2}SiF_{6}+Na_{2}CO_{3}\ {\xrightarrow {750-800^{o}C}}\ }}}
{\displaystyle {\mathsf {{\xrightarrow {750-800^{o}C}}\ 3Na_{2}[BeF_{4}]+Al_{2}O_{3}+8SiO_{2}+CO_{2}\uparrow }}}
- Сплавление фторидов натрия и бериллия:

{\displaystyle {\mathsf {2NaF+BeF_{2}\ {\xrightarrow {T}}\ Na_{2}[BeF_{4}]}}}
- Действие плавиковой кислоты на смесь гидроксида бериллия и карбоната натрия:

{\displaystyle {\mathsf {Na_{2}CO_{3}+Be(OH)_{2}+4HF\ {\xrightarrow {}}\ Na_{2}[BeF_{4}]+CO_{2}\uparrow +3H_{2}O}}}

## Физические свойства
Тетрафторобериллат натрия образует бесцветные кристаллы ромбической сингонии, пространственная группа P nmb, параметры ячейки a = 0,6560 нм, b = 1,0900 нм, c = 0,4892 нм, Z = 4.
Также есть фаза гексагональной сингонии, параметры ячейки a = 0,531 нм, c = 0,708 нм, Z = 2.
Растворяется в воде.

## Применение
- Промежуточный продукт в переработке бериллиевых концентратов.
- Цена на тетрафторобериллат натрия ≈30$/кг.